# 엘리자베스 베리지
엘리자베스 베리지(Elizabeth Berridge, 1962년 5월 2일 ~ )는 미국의 배우이다.

## 출연 작품
- 5번가의 비명
- 아마데우스